# Чемпіонат України з легкої атлетики 1993
Чемпіонат України з легкої атлетики 1993 серед дорослих провели 2-4 липня в Києві на Республіканському стадіоні.

## Основний чемпіонат

### Чоловіки
| Дисципліни                | Золото                                                                            | Золото     | Срібло                                                                           | Срібло     | Бронза                                                                                | Бронза   |
| ------------------------- | --------------------------------------------------------------------------------- | ---------- | -------------------------------------------------------------------------------- | ---------- | ------------------------------------------------------------------------------------- | -------- |
| 100 метрів                | Олександр Шличков Запорізька область                                              | 10,31      |                                                                                  |            |                                                                                       |          |
| 200 метрів                | Олексій Чихачов Запорізька область                                                | 20,84      | Ігор Стрельцов Запорізька область                                                | 20,85      |                                                                                       |          |
| 400 метрів                | Василь Лозинський Львівська область                                               | 46,87      | Роман Галкін Харківська область                                                  | 46,91      |                                                                                       |          |
| 800 метрів                | Альберт Мітін Київ                                                                | 1.51,91    |                                                                                  |            |                                                                                       |          |
| 1500 метрів               | Леонід Ляшенко Тернопільська область                                              | 3.46,17    | Анатолій Бутковський Вінницька область                                           | 3.47,52    | Сергій Нікітченко Луганська область                                                   | 3.47,82  |
| 5000 метрів               | Євген Сиротін Донецька область                                                    | 14.01,38   | Анатолій Зерук Вінницька область                                                 | 14.03,51   | Петро Сарафінюк Вінницька область                                                     | 14.09,34 |
| 10000 метрів              | Віктор Карпенко Київська область                                                  | 28.55,38   | Євген Сиротін Донецька область                                                   | 28.55,38   | Петро Сарафінюк Вінницька область                                                     | 28.55,47 |
| 110 метрів з бар'єрами    | Володимир Білоконь Кіровоградська область                                         | 13,48      | Геннадій Дакшевич Харківська область                                             | 13,55      |                                                                                       |          |
| 400 метрів з бар'єрами    | В'ячеслав Оринчук Київ                                                            | 50,80      | Ігор Мацкевич Львівська область                                                  | 51,36      | Вадим Чумаченко Миколаївська область                                                  | 51,77    |
| 3000 метрів з перешкодами | Олексій Пацерін Дніпропетровська область                                          | 8.49,98    |                                                                                  |            |                                                                                       |          |
| 4×100 метрів              | Запорізька областьОлексій Чихачов Ігор Стрельцов Олег Крамаренко Василь Мазін     | 40,26      |                                                                                  |            |                                                                                       |          |
| 4×400 метрів              | Львівська областьЛеонід Яжинський Володимир Дорош Василь Лозинський Ігор Мацкевич | 3.10,88    | Київська областьСергій Киченко В'ячеслав Оринчук Олександр Коснюк Валерій Козлов | 3.12,95    | Дніпропетровська областьКостянтин Гунько Володимир Добриднев Віктор Лесик Олег Курись | 3.13,65  |
| Ходьба 20000 метрів       | Володимир Сойка Львівська область                                                 | 1:25.14,90 | Сергій П'ятаченко Сумська область                                                | 1:25.21,32 |                                                                                       |          |
| Стрибки у висоту          | В'ячеслав Тиртишник Київська область                                              | 2,23       |                                                                                  |            |                                                                                       |          |
| Стрибки з жердиною        | Олександр Черняєв Київ                                                            | 5,50       |                                                                                  |            |                                                                                       |          |
| Стрибки в довжину         | Віталій Кириленко Харківська область                                              | 8,15       | Ігор Стрельцов Запорізька область                                                | 7,94       |                                                                                       |          |
| Потрійний стрибок         | Володимир Іноземцев Київ                                                          | 16,98      |                                                                                  |            |                                                                                       |          |
| Штовхання ядра            | Андрій Немчанінов Київ                                                            | 20,21      |                                                                                  |            |                                                                                       |          |
| Метання диска             | Володимир Зінченко Запорізька область                                             | 64,78      |                                                                                  |            |                                                                                       |          |
| Метання молота            | Вадим Колесник Луганська область                                                  | 78,76      |                                                                                  |            |                                                                                       |          |
| Метання списа             | Андрій Новиков Харківська область                                                 | 76,36      | Андрій Мазніченко Київ                                                           | 75,06      |                                                                                       |          |

### Жінки
| Дисципліни                | Золото                                                                                    | Золото   | Срібло                                                                               | Срібло   | Бронза                                                                          | Бронза   |
| ------------------------- | ----------------------------------------------------------------------------------------- | -------- | ------------------------------------------------------------------------------------ | -------- | ------------------------------------------------------------------------------- | -------- |
| 100 метрів                | Анжела Кравченко Донецька область                                                         | 11,59    |                                                                                      |          |                                                                                 |          |
| 200 метрів                | Ірина Слюсар Дніпропетровська область                                                     | 23,43    | Анжела Балахонова Тернопільська область                                              | 23,75    | Тетяна Мовчан Київська область                                                  | 23,91    |
| 400 метрів                | Олена Насонкіна Харківська область                                                        | 52,43    | Ольга Лисакова Донецька область                                                      | 52,55    | Олена Щербань Дніпропетровська область                                          | 52,56    |
| 800 метрів                | Олена Завадська Донецька область                                                          | 2.02,06  | Алла Ковпак Миколаївська область                                                     | 2.02,35  |                                                                                 |          |
| 1500 метрів               |                                                                                           |          |                                                                                      |          | Тетяна Позднякова Вінницька область                                             | 4.13,93  |
| 3000 метрів               | Зоя Казновська Запорізька область                                                         | 8.58,86  | Тетяна Позднякова Вінницька область                                                  | 9.13,99  | Віра Рагуліна Запорізька область                                                | 9.21,99  |
| 10000 метрів              | Олена В'язова Харківська область                                                          | 32.56,90 | Тетяна Джабраїлова АР Крим                                                           | 33.11,34 | Римма Дубовик Миколаївська область                                              | 33.36,98 |
| 100 метрів з бар'єрами    | Надія Бодрова Харківська область                                                          | 12,92    | Людмила Христосенко Луганська область                                                | 13,10    |                                                                                 |          |
| 400 метрів з бар'єрами    | Олена Павлова Миколаївська область                                                        | 58,10    |                                                                                      |          | Алла Шилкіна Київ                                                               | 58,26    |
| 2000 метрів з перешкодами |                                                                                           |          |                                                                                      |          |                                                                                 |          |
| 4×100 метрів              | Донецька областьАнжеліка Шевчук Анжела Кравченко Людмила Антонова Ольга Лисакова          | 45,74    | Харківська областьСвітлана Біктіна Олена Насонкіна Олена Політика Наталія Колованова | 46,49    |                                                                                 |          |
| 4×400 метрів              | Дніпропетровська областьОлена Марцонь Людмила Ходасевич Світлана Твердохліб Олена Щербань | 3.33,79  | Харківська областьЗоя Мауріна Наталія Циганова Олена Насонкіна Людмила Джигалова     | 3.35,78  | Миколаївська областьАлла Ковпак Наталія Макух Оксана Кочеткова Ольга Маковецька | 3.35,81  |
| Ходьба 10000 метрів       | Наталія Сербіненко Донецька область                                                       | 45.36,44 | Ольга Леоненко Тернопільська область                                                 | 45.43,86 | Галина Мудрик Львівська область                                                 | 46.48,03 |
| Стрибки у висоту          | Лариса Серебрянська Донецька область                                                      | 1,88     |                                                                                      |          | Галина Михайлова Тернопільська область                                          | 1,86     |
| Стрибки в довжину         | Лариса Бережна Київська область                                                           | 6,93     |                                                                                      |          |                                                                                 |          |
| Потрійний стрибок         | Ольга Бойко Донецька область                                                              | 13,40    |                                                                                      |          |                                                                                 |          |
| Штовхання ядра            | Віта Павлиш Харківська область                                                            | 18,05    |                                                                                      |          |                                                                                 |          |
| Метання диска             | Ольга Нікішина Луганська область                                                          | 62,32    |                                                                                      |          |                                                                                 |          |
| Метання молота            |                                                                                           |          |                                                                                      |          |                                                                                 |          |
| Метання списа             | Ірина Костюченкова Харківська область                                                     | 58,74    | Ірина Солодка Харківська область                                                     | 57,86    | Надія Кобрин Донецька область                                                   | 56,64    |

## Інші чемпіонати
Чемпіони України з легкоатлетичних багатоборств були визначені 5-6 червня на окремому чемпіонаті, що відбувся в Києві на Республіканському стадіоні, а першість у шосейній спортивній ходьбі була розіграна 21 лютого в Алушті на дистанціях 5 км у жінок та 50 км — у чоловіків.

### Чоловіки
| Дисципліни           | Золото                             | Золото  | Срібло                            | Срібло  | Бронза                              | Бронза  |
| -------------------- | ---------------------------------- | ------- | --------------------------------- | ------- | ----------------------------------- | ------- |
| Ходьба 50 кілометрів | Віталій Попович Київська область   | 3:51.44 | Володимир Сойка Львівська область | 3:55.58 | Олег Бандурченко Харківська область | 3:59.08 |
| Десятиборство        | Віталій Колпаков Луганська область | 8297    | Олександр Богданов Київ           | 7767    | Іван Бабій Запорізька область       | 7432    |

### Жінки
| Дисципліни          | Золото                             | Золото   | Срібло                               | Срібло   | Бронза              | Бронза   |
| ------------------- | ---------------------------------- | -------- | ------------------------------------ | -------- | ------------------- | -------- |
| Ходьба 5 кілометрів | Тетяна Рагозіна Полтавська область | 21.22,6h | Ольга Леоненко Тернопільська область | 22.20,0h | Віра Зозуля Київ    | 23.04,6h |
| Семиборство         | Марина Щербина Київська область    | 5993     | Жанна Будиловська Донецька область   | 5936     | Ірина Матюшева Київ | 5729     |